# Hodoriv, Kiev
Hodoriv (în ucraineană Ходорів) este un sat în comuna Hrușiv din raionul Mîronivka, regiunea Kiev, Ucraina.